# Угурманський
Угурманський (рос. Угурманский) — селище у Куйбишевському районі Новосибірської області Російської Федерації.
Входить до складу муніципального утворення Чумаковська сільрада. Населення становить 98 осіб (2010).

## Історія
Згідно із законом від 2 червня 2004 року органом місцевого самоврядування є Чумаковська сільрада.

## Населення
| 2002 | 2007 | 2010 |
| ---- | ---- | ---- |
| 155  | ↘134 | ↘98  |